# Caprorhinus ambahitae
Caprorhinus ambahitae är en insektsart som beskrevs av Wintrebert 1972. Caprorhinus ambahitae ingår i släktet Caprorhinus och familjen Pyrgomorphidae. Inga underarter finns listade i Catalogue of Life.